# Le Rouget
Le Rouget – miejscowość i dawna gmina we Francji, w regionie Owernia-Rodan-Alpy, w departamencie Cantal. W dniu 1 stycznia 2016 roku z połączenia dwóch ówczesnych gmin – Pers oraz Le Rouget – utworzono nową gminę Le Rouget-Pers. Siedzibą gminy została miejscowość Le Rouget. W 2013 roku populacja Le Rouget wynosiła 998 mieszkańców. 
Le Rouget położone jest około 25 km na południowy zachód od prefektury departamentu, Aurillac. W skład dawnej gminy Le Rouget wchodziły także osady Bialle, Buffefri, Côté Rouge, Le Fourguès, Guizalmon, Lascombes Basses oraz Le Vieux Rouget. Przez miejscowość przepływa rzeka Moulègre. 